# Дэвис, Мимс
Мириам Джейн Элис Дэвис (англ. Miriam Jane Alice Davies), известна как Мимс Дэвис (англ. Mims Davies; Пустой шаблон {{ВД-Преамбула}} ) — британский политик, член Консервативной партии.

## Биография
7 мая 2015 года по итогам выборов в Палату общин победила с результатом 42,3 % в округе Истли, лишив депутатского мандата его обладателя — либерального демократа Майка Торнтона.
В январе 2018 года назначена помощником парламентского организатора большинства, в июле того же года дополнительно — парламентским помощником министра по делам Уэльса. 5 ноября 2018 года перемещена с прежних должностей на пост парламентского помощника министра цифровизации, культуры, средств массовой информации и спорта, а 26 июля 2019 года назначена парламентским помощником министра по делам трудовой занятости.
12 декабря 2019 года добилась успеха на досрочных парламентских выборах в другом округе — Средний Суссекс, набрав 53,3 % голосов и вновь опередив в качестве основного соперника кандидата либеральных демократов — Роберта Эгглстона (Robert Eggleston) с 24,3 % поддержки.
4 июля 2024 года Мимс Дэвис одержала самую трудную из своих электоральных побед — в округе Восточный Гринстед и Акфилд за неё проголосовали 38,3 % избирателей, примерно на 20 % меньше, чем консерваторы получили там на предыдущих выборах (границы округа изменены, и в новой его конфигурации выборы проводились впервые, можно говорить лишь о примерной оценке). Основную конкуренцию ей вновь составил либеральный демократ, на сей раз Бенедикт Демпси (Benedict Dempsey), добившийся результата 21,5 %.
8 июля 2024 года назначена теневым младшим министром по делам женщин и равенства в теневом кабинете Риши Сунака после поражения консерваторов на парламентских выборах.
5 ноября 2024 года при формировании теневого кабинета Кеми Баденок назначена теневым младшим министром по делам женщин и министром по делам Уэльса.